# Марчишак Арсен Романович
Арсен Романович Марчишак (нар. 10 травня 1978, с. Зубрець, Україна) — український громадсько-політичний діяч, педагог, науковець, управлінець. Кандидат філософських наук (2007), доцент. Голова Чортківської РДА (з 21 травня 2020 до 12 лютого 2021).

## Життєпис
Арсен Марчишак народився 10 травня 1978 у селі Зубреці Бучацького району Тернопільської області (нині — Чортківського району, Україна) в священничій сім'ї.
Закінчив Хоростківську загальноосвітню школу, філософсько-теологічний факультет Чернівецького національного університету імені Юрія Федьковича (з відзнакою), Київську православну богословську академію, аспірантуру інституту філософії імені Г. С. Сковороди НАН України (2004).

### Наукова та педагогічна діяльність
У 2007 році захистив кандидатську дисертацію у Відділенні релігієзнавства Інституту філософії ім. Г. С. Сковороди НАН України на тему «Трансформація православ'я в глобалізованому світі: пострадянський контекст» під науковим керівництвом професора Анатолія Миколайовича Колодного.
З 2004 по 2010 — асистент катедри релігієзнавства та теології Чернівецького національного університету. З листопада 2010 по січень 2020 року — доцент цієї катедри релігієзнавства.
З 11 вересня 2020 року — магістрант Національної академії державного управління при Президентові України.
Автор одноосібних методичних рекомендацій і співавтор трьох колективних монографій. Також співавтор навчального посібника «Релігієзнавство» з грифом МОН України.
Сфера наукових інтересів — історія релігії, історія православ'я, релігія в умовах глобалізації, історія Дохалкидонських церков.
Основні праці
- Марчишак, А. Амбівалентність ролі Українського Православ’я у Революції гідності та постмайданних націєтворчих процесах (2015);
- Марчишак, А. Суперечливість ролі Українських православних церков у суспільно-політичних трансформаціях 2013-2014 рр. (2015);
- Марчишак, А. Виникнення і становлення Ефіопської православної церкви (2014);
- Марчишак, А. Православне «аджорнаменто»: проблеми і перспективи (2013);
- Марчишак, А. Сирійське монофізицтво: історія та сучасність (2013);
- Марчишак, А. Релігія на тлі загальних глобалізаційних процесів (2012);
- Марчишак, А. Феномен релігії у творах античних і середньовічних мислителів (2012)[8];
- Марчишак, А. Релігійна культурологія (2011, навчально-методичний посібник);
- Марчишак, А. «Повернення до отців» та «вільна зустріч із заходом» як запорука ефективного свідчення православ’я у сучасному світу (2010);
- Марчишак, А. Патристика (2010, навчально-методичний посібник)[9];
- Марчишак, А. Трансформація міжцерковних відносин в православ'ї України (2008);
- Марчишак, А. Православна духовна освіта в Україні: стан та перспективи (2007);
- Марчишак, А. Православ'я в умовах мультиконфесійного суспільства: український контекст (2007);
- Марчишак, А. Трансформація православ'я в глобалізованому світі: пострадянський контекст (2007)[10];
- Марчишак, А. Місіонерство у православ'ї: сучасні підходи та інтерпретації в умовах свободи релігії (2004);
- Марчишак, А. Консерватизм та обновленство в сучасному православ'ї (2003).

### Громадсько-політична діяльність
Член політичної партії «Громадянська позиція» (2010—2019). Від січня 2010 року — голова Гусятинської районної організації ПП «Громадянська позиція». Член ради Тернопільської обласної організації політичної партії «Громадянська позиція». Депутат Хоростківської міської ради (2010, 2015). У 2014 році балотувався до Верховної ради України від ПП «Громадянська позиція». У 2019 році — довірена особа кандидата у Президенти України Анатолія Гриценка та керівник штабу в Територіальному виборчому окрузі № 166.
З листопада 2019 по січень 2020 помічник голови Тернопільської обласної державної адміністрації Ігоря Сопеля. З 27 січня 2020 — заступник голови Тернопільської обласної державної адміністрації.
Голова Чортківської РДА (з 21 травня 2020 до 12 лютого 2021).

### Родина
Батько, о. Роман Семенович Марчишак (22 грудня 1946, с. Комарники, Турківський район, Львівська область, Україна — 16 січня 2009) — релігійний діяч, священник. Закінчив Московську духовну семінарію (1972, нині РФ). Служив на парафіях Бучацького та Чортківських районів (1972—1983). Благочинний Гусятинського району Тернопільсько-Кременецької єпархії ПЦУ та области Української Православної Церкви Київського Патріархату. Делегат Всеукраїнського Православного Собору УПЦ КП з обрання патріарха Київської і всієї Русі-України Володимира (1993, м. Київ). Настоятель храму святих рівноапостольних князя Володимира і Ольги, місто Хоростків (1983—2009). Патріарша нагорода — 2-й хрест із прикрасами.
Арсен Марчишак із дружиною Галиною виховують трьох синів — Максима, Олександра й Романа.